# Randy Travis
Randy Travis (Marshville, Carolina del Norte, 4 de mayo de 1959) es un cantante de estilo country y actor estadounidense.

## Datos biográficos y trayectoria musical
Travis nació con el nombre de Randy Bruce Trawick en Marshville, Carolina del Norte, siendo el segundo de seis hermanos.
Empezó actuando a los ocho años de edad junto a su hermano Ricky. Randy huyó a Charlotte, Carolina del Norte a los dieciséis años y empezó a actuar en un bar. Travis continuó metiéndose en problemas legales, finalmente un juez le dijo que si era visto otra vez, iría a prisión durante un largo tiempo. Travis empezó a concentrarse en la música junto a la firma Paula Records para sacar a la luz su infructuoso sencillo, She's my Woman (ella es mi chica).
En 1982, Travis grabó su álbum debut Randy Ray Live y empezó a ser oído por la radio. En 1985 vio como su álbum 1982 llegó a ser un éxito, seguido de su álbum Storms of Life. A finales de los años 1980 tuvo una completa cadena de éxitos, incluyendo: Forever and Ever, Amen, No Place Like Home y Diggin' Up Bones. Dos años en fila, gana el Premio Grammy para la mejor voz masculina del país (E.U.A), por el álbum Always And Forever en 1988, y Old 8 x 10 en 1989. En 1992, no obstante, Travis no estuvo mucho tiempo en la lista de los más vendidos como Clint Black, Garth Brooks y otros que habían cogido estado sobre Nashville. Volvió más tarde con su álbum de 1994 This Is Me (este soy yo) y su exitoso sencillo Whisper My Name (susurra mi nombre). En 2000 salió a la luz su álbum Inspirational Journey, una colección de canciones religiosas, y en 2003 Worship y Faith. Su álbum más reciente es Around the Bend, lanzado en 2008.

## Discografía
- Storms of Life (1986)
- Always & Forever (1987)
- Old 8x10 (1988)
- An Old Time Christmas (1989)
- No Holdin' Back (1989)
- Heroes and Friends (1990)
- High Lonesome (1991)
- Randy Travis: Greatest Hits Album Volumes 1 & 2 (1992)
- Wind in the Wire (1993)
- This Is Me (1994)
- Full Circle (1996)
- You and You Alone (1998)
- A Man Ain't Made of Stone (1999)
- Inspirational Journey (2000)
- Randy Travis Live (2001)
- Randy Travis: Anthology (2002)
- Rise and Shine (2002)
- Worship & Faith (2003)
- Passing Through (2004)
- Glory Train: Songs of Faith, Worship, and Praise (2005)
- Around the Bend (2008)
- Anniversary Celebration (2011)
- Blessed Assurance (2011)
- Influence Vol. 1: The Man I Am (2013)
- Influence Vol. 2: The Man I Am (2014)

## Filmografía
- Jerusalem Countdown (2010) – Jack Thompson[2]
- The Wager (2007) — Michael Steele.
- The Gift: Life Unwrapped (2007) — Ellison.
- National Treasure: Book of Secrets (2007) - Cantó para el presidente de Estados Unidos.
- Lost: A Sheep Story (2006)
- On the Farm: The Prodigal Pig (2006)
- The Visitation (2006) — Kyle Sherman
- Apple Jack (2003) — Narrador.
- The Long Ride Home (2003) — Jack Fowler/Jack Cole.
- The Trial of Old Drum (2002) — Charlie Burden Jr. - viejo.
- Texas Rangers (2001) — Frank Bones.
- The Cactus Kid (2000) — Pecos Jim.
- John John in the Sky (2000) — John Claiborne.
- The Million Dollar Kid (2000) — Empresario.
- The White River Kid (1999) — Sheriff Becker.
- Baby Geniuses (1999) — Técnico de la sala de control.
- Hey Arnold (1998) — Apareció como "Travis Randall".
- T.N.T. (1998) — Jim.
- Black Dog (1998) — Earl.
- The Rainmaker (1997) — Billy Porter.
- The Shooter (1997) — Kyle.
- Annabelle's Wish (1997)— Billy adulto/narrador.
- Steel Chariots (1997) — Wally Jones.
- Fire Down Below (1997) - Ken Adams.
- Boys Will Be Boys (1997) — Lloyd Clauswell.
- Sabrina, the Teenage Witch (1996) — Como "Randy Travis".
- Edie & Pen (1996) — Pony Cobb.
- A Holiday to Remember (1995) — Clay Traynor.
- Dead Man's Revenge (1994) — U. S. Marshall.
- Frank & Jesse (1994) — Cole Younger.
- Texas (1994) — Capt. Sam Garner.
- At Risk (1994) — Ellison.
- The Outlaws: Legend of O.B. Taggart (1994).